# Таино језик
Таино језик (енгл. Taíno language), изумрли језик америчких староседелаца, народа Таино, који су у време Колумбовог открића Америке (1492) насељавали острва Западне Индије (Велике и Мале Антиле и Бахаме).

## Распрострањеност
Овим језиком је у време открића говорило више милиона људи на Бахамима, Великим и Малим Антилима, највише на острву Хаити (од 500.000 до 3 милиона), Порто Рику (око 300.000), Јамајци (око 300.000) и Куби (око 100.000). Међутим, шпанска колонизација острва (Хаитија од 1493, Порто Рика и Јамајке од 1509, Кубе од 1511) праћена масовним покољима, поробљавањем и неумереном експолоатацијом домородачког становништва, гладним годинама и епидемијама изазвала је веома брзо изумирање домородаца. По Бартоломеу де лас Казасу (Кратак извештај о уништавању Индија) до 1542. број урођеника на острвима спао је на свега неколико стотина, а неколико деценија касније сасвим су нестали. Тако је број староседелаца на Хаитију са 3 милиона спао на само 200, на Бахамским острвима са око 500.000 на свега 11, на Порто Рику и Јамајци са 600.000 на мање од 400, док су на Куби потпуно нестали.

## Сачуване речи
Први подаци о Таино језику сачувани су у књизи О новом свету, италијанског свештеника и историчара Пјетра Мартира, чији је први део (такозвана Океанска декада) написан 1493-1494 и објављен 1504. на италијанском, а 1511. на шпанском језику. Мартире саопштава да је Колумбо са свог првог путовања повео у Шпанију 10 урођеника са Хаитија, са циљем да науче шпански језик и послуже као преводиоци у комуникацији са својим сународницима. Само шесторо од ових људи преживели су пут у Шпанију, а само тројица повратак у Америку, али захваљујући њима, речи Таино језика су већ 1493. забележене латиничним словима. По Мартиру, речи Таино језика изговарале су се јасно и разговетно, као што су написане, као у латинском језику.
| Реч    | Латински запис | Значење     |
| ------ | -------------- | ----------- |
| кацик  | cacique        | поглавица   |
| туери  | tueri          | небо        |
| боа    | boa            | кућа        |
| кауни  | cauni          | злато       |
| таино  | taino          | добар човек |
| нагани | nagani         | ништа       |
| јука   | yucca          | маниока     |
| маиз   | maiz           | кукуруз     |

### Сачувана имена
У шпанским изворима сачувана су имена индијанских поглавица, краљевина (племена?), села и острва. Од личних имена, сачувана су имена поглавица: Гваканагари, Каонабо, Гварионекс, Бехечио, Анакаона. Од имена острва, до данас су се сачувала имена Хаити и Куба.